# Michele Oberti
Michele Oberti (Trescore Balneario, 29 luglio 1987) è un mezzofondista italiano, specializzato negli 800 metri piani.

## Biografia
Inizia a praticare atletica leggera da giovanissimo con l'Atletica Gorle e poi passa all'Atletica Bergamo 1959 con cui gareggia tuttora.
Nel biennio 2003-2004, categoria allievi, ai campionati italiani under 18 non va oltre la batteria degli 800 m e poi vince la medaglia di bronzo sulla stessa distanza.
Nel 2005 invece giunge quinto sui 1000 m agli italiani juniores indoor e poi non supera le batterie ai nazionali under 20.
Nel 2006 affronta la finale degli 800 m sia ai nazionali juniores indoor (6º) che quelli all'aperto (17º).
Vince due medaglie ai campionati nazionali promesse del 2007: bronzo sugli 800 m (ad appena quattro centesimi dall’argento di Alberto Luccato) ed argento con la staffetta 4x400 m; agli italiani under 23 indoor termina sesto. Partecipa infine agli assoluti di Padova dove non riesce a superare le batterie degli 800 m.
Il 2008 lo vede giungere quinto sugli 800 m ad entrambi (indoor ed outdoor) i campionati italiani promesse.
Nel 2009 vince il bronzo sugli 800 m agli italiani promesse indoor (ex aequo col compagno di squadra Alberto Minini) ed arriva sesto agli assoluti al coperto. Ai campionati nazionali under 23 termina diciannovesimo ed infine agli assoluti di Milano si ritira in batteria.
Fuori in batteria negli 800 m ad entrambi gli assoluti del 2010: non si qualifica per la finale al coperto (11º con la staffetta 4x200 m), mentre agli assoluti di Grosseto si ritira durante la gara di qualificazione alla finale.
Disputa la finale degli 800 m ad entrambi i campionati italiani assoluti del 2011, finendo quarto ad un solo centesimo dal bronzo di Livio Sciandra (indoor) ed ottavo (outdoor).
Agli assoluti indoor del 2012 vince la medaglia di bronzo negli 800 m (finendo a soli tre centesimi dall’argento di Mohamed Mouaouia), mentre agli assoluti di Bressanone finisce ottavo.
Nell'arco di poco di più di un mese nell’estate del 2013, due prime volte agonistiche per lui.
Agli assoluti indoor del 17 febbraio ad Ancona chiude col 19º tempo.
Si presenta all’Arena Civica per gli assoluti di Milano (dove termina poi 6º con la staffetta 4x400 m) col sesto miglior accredito italiano stagionale sugli 800 m e dopo le due batterie di qualificazione alla finale risulta settimo degli otto atleti ammessi alla finale.
Il 27 luglio (due giorni prima del suo 26º compleanno) vince il suo primo titolo italiano sugli 800 m agli assoluti di Milano (precedendo di quattro centesimi Lukas Rifesser), succedendo così al campione uscente di Bressanone 2012, l’assente Giordano Benedetti: il suo crono vincente (1’51"41) è stato il più alto tra i vincitori agli assoluti sugli 800 m, dopo l’1’51"90 col quale Donato Sabia vinse l’oro nell’edizione del 1988 a Milano.
Quello di Michele Oberti è uno dei rari casi in cui un atleta seniores abbia vinto agli assoluti il suo primo titolo italiano, non avendo indossato in precedenza la maglia azzurra in rappresentative nazionali né giovanili né assolute;
poi il 31 agosto a Valence in Francia esordisce con la maglia azzurra della Nazionale seniores al DécaNation, chiudendo la gara degli 800 m in ottava posizione.
Nel 2014 è stato assente agli assoluti indoor, mentre è giunto sesto agli assoluti di Rovereto.
2015, agli assoluti al coperto di Padova prima si laurea vicecampione italiano sui 1500 m e poi negli 800 m chiude la finale in 18ª posizione; è stato invece assente agli assoluti di Torino.
Si ritira durante la finale degli 800 m agli assoluti indoor del 2016 ed è stato assente agli assoluti di Rieti.
È allenato da Rosario, detto "Saro", Naso.

## Progressione

### 800 metri piani
| Stagione | Tempo   | Luogo      | Data      | Rank. Mond. |
| -------- | ------- | ---------- | --------- | ----------- |
| 2015     | 1'53"88 | Nembro     | 16-5-2015 |             |
| 2014     | 1'48"36 | Nembro     | 11-7-2014 |             |
| 2013     | 1'48"74 | Lignano    | 16-7-2013 |             |
| 2012     | 1'48"62 | Chiari     | 24-6-2012 |             |
| 2011     | 1'49"18 | Trento     | 2-8-2011  |             |
| 2010     | 1'48"83 | Torino     | 12-6-2010 |             |
| 2009     | 1'51"54 | Milano     | 23-9-2009 |             |
| 2008     | 1'52"38 | Rezzato    | 10-7-2008 |             |
| 2007     | 1'52"44 | Bressanone | 16-6-2007 |             |
| 2006     | 1'54"27 | Saronno    | 21-5-2006 |             |
| 2005     | 1'55"32 | Chiuro     | 29-5-2005 |             |
| 2004     | 1'56"64 | Cesenatico | 25-9-2004 |             |
| 2003     | 1'58"81 | Lecco      | 14-9-2003 |             |

### 800 metri piani indoor
| Stagione | Tempo   | Luogo  | Data      | Rank. Mond. |
| -------- | ------- | ------ | --------- | ----------- |
| 2016     | 1'52"17 | Padova | 13-2-2016 |             |
| 2015     | 1'58"22 | Padova | 22-2-2015 |             |
| 2014     | 1'52"23 | Genova | 25-1-2014 |             |
| 2013     | 1'54"30 | Ancona | 9-2-2013  |             |
| 2012     | 1'51"49 | Ancona | 26-2-2012 |             |
| 2011     | 1'50"78 | Ancona | 22-1-2011 |             |
| 2010     | 1'53"92 | Ancona | 28-2-2010 |             |
| 2009     | 1'54"99 | Ancona | 15-2-2009 |             |
| 2008     | 1'55"30 | Ancona | 10-2-2008 |             |
| 2007     | 1'54"55 | Genova | 25-2-2007 |             |
| 2006     | 1'56"16 | Genova | 21-1-2006 |             |
| 2004     | 2'01"71 | Genova | 15-2-2004 |             |

## Campionati nazionali
- 1 volta campione nazionale assoluto degli 800 m piani (2013)

2003
- In batteria ai campionati italiani allievi (Cesenatico), 800 m piani - 2'03"07[7]

2004
- Bronzo ai campionati italiani allievi (Cesenatico), 800 m piani - 1'56"64[8]

2005
- 5º ai campionati italiani juniores indoor (Genova), 1000 m piani - 2'32"16[9]
- In batteria ai campionati italiani juniores (Grosseto), 800 m piani - 2'01"24[10]

2006
- 6º ai campionati italiani juniores indoor (Ancona), 800 m piani - 2'05"53[11]
- 17º ai campionati italiani juniores (Rieti), 800 m piani - 1'59"66[12]

2007
- 6º ai campionati italiani promesse indoor (Genova), 800 m piani - 1'54"55[13]
- Bronzo ai campionati italiani promesse (Bressanone), 800 m piani - 1'52"44[14]
- Argento ai campionati italiani promesse (Bressanone), 4×400 m piani - 3'17"42[15]
- In batteria ai campionati italiani assoluti (Padova), 800 m piani - 1'55"54[16]

2008
- 5º ai campionati italiani promesse indoor (Ancona), 800 m piani - 1'55"30[17]
- 5º ai campionati italiani promesse (Torino), 800 m piani - 1'53"34[18]

2009
- Bronzo ai campionati italiani promesse indoor (Ancona), 800 m piani - 1'54"99[19]
- 6º ai campionati italiani assoluti indoor (Torino), 800 m piani - 1'59"23[20]
- 19º ai campionati italiani promesse (Rieti), 800 m piani - 2'00"51[21]
- In finale ai campionati italiani assoluti (Milano), 800 m piani - dnf[22]

2010
- In batteria ai campionati italiani assoluti indoor (Ancona), 800 m piani - 1'53"92[23]
- 11º ai campionati italiani assoluti indoor (Ancona), 4×200 m - 1'32"97[24]
- In batteria ai campionati italiani assoluti (Grosseto), 800 m piani - dnf[25]

2011
- 4º ai campionati italiani assoluti indoor (Ancona), 800 m piani - 1'53"63[26]
- 8º ai campionati italiani assoluti (Torino), 800 m piani - 1'52"87[27]

2012
- Bronzo ai campionati italiani assoluti indoor, (Ancona), 800 m piani - 1'51"49[28]
- 8º ai campionati italiani assoluti (Bressanone), 800 m piani - 1'51"22[29]

2013
- 19º ai campionati italiani assoluti indoor (Ancona), 800 m piani - 1'55"22[30]
- Oro ai campionati italiani assoluti (Milano), 800 m piani - 1'51"41[31]
- 6º ai campionati italiani assoluti (Milano), 4×400 m - 3'16"44[32]

2014
- 6º ai campionati italiani assoluti (Rovereto), 800 m piani - 1'51"49[33]

2015
- Argento ai campionati italiani assoluti indoor (Padova), 1500 m piani - 3'54"90[34]
- 18º ai campionati italiani assoluti indoor (Padova), 800 m piani - 1'58"22[35]

2016
- In finale ai campionati italiani assoluti indoor (Ancona), 800 m piani - dnf[36]

2017
- 10º nella seconda serie dei campionati italiani assoluti ( Trieste), 800 m piani - 1'57"93

## Altre competizioni internazionali
2012
- 21º al Cross Baia del Re ( Fiorano al Serio)[37]

2013
- 8º al DécaNation ( Valence), 800 m piani - 1'51"96[38]

2015
- 11º alla Corsa sulla Quisa ( Villa d'Almè) - 33'43"[39]

2016
- 14º alla Corrida di San Gerolamo ( Torre de' Roveri) - 25'54"[40]

2019
- 7º al Cross Terre del Vescovado ( Torre de' Roveri) - 22'59"[41]

2020
- 20º all'Arranca Botta Sky Race ( Sedrina) - 2h29'33"[42]